# Marco de Nueva Guinea
El Marco (en alemán: Mark) fue la moneda oficial de la colonia de Nueva Guinea Alemana entre 1884 y 1911. Era equivalente al marco alemán, que también era de uso legal en la colonia.
Inicialmente solo circulaba moneda alemana. Esto fue suplementado en 1894 por monedas emitidas específicamente para Nueva Guinea. Estas fueron desmonetizadas el 15 de abril de 1911, cuando fueron sustituidas por el marco alemán, la única moneda de curso legal después de esa fecha.

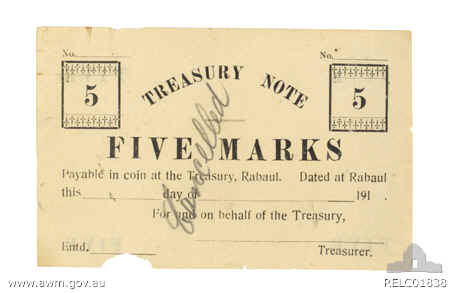
Un bono del Tesoro de 5 marcos emitido por las autoridades australianas.

En 1914, durante la I Guerra Mundial, la Nueva Guinea Alemana fue rápidamente ocupada por Australia. Ese año, las autoridades australianas emitieron bonos del Tesoro denominados marcos. En 1915, el marco fue remplazado por la libra australiana.

## Monedas
En 1894, la Compañía de Nueva Guinea (Neu-Guinea Companie) emitió monedas de bronce de 1, 2 y 10 peniques y monedas de plata de ½, 1, 2 y 5 marcos, seguidas por piezas de oro de 10 y 20 marcos en 1895.

## Billetes
Entre 1914 y 1915, el Tesoro emitió bonos de Nueva Guinea para 5, 10, 20, 50 y 100 marcos. Todos ellos son extremadamente raros en la actualidad.